# Броненосці типу «Вікторія»

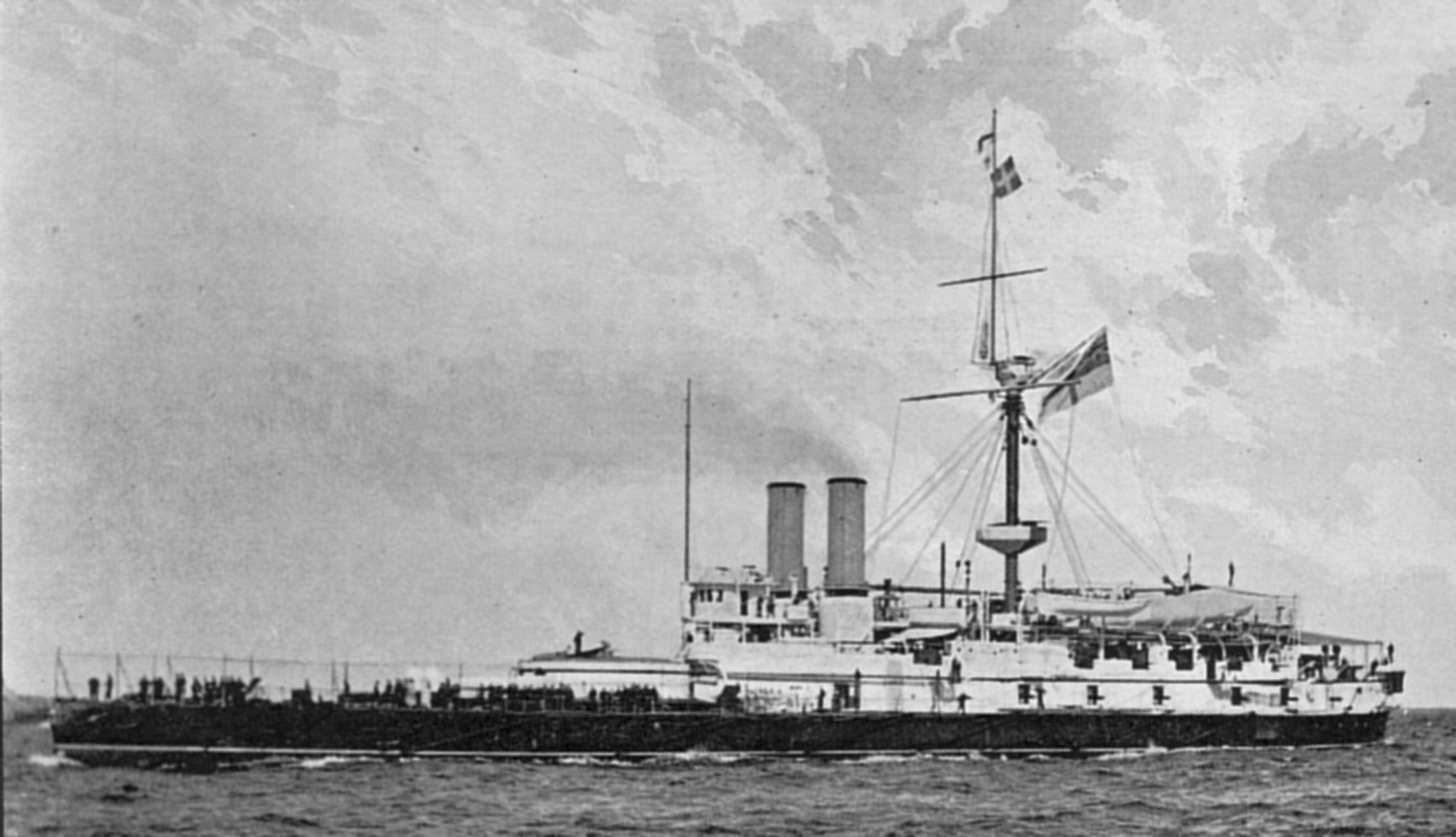
HMS Victoria

Броненосці типа «Вікторія» (іноді — броненосці типу «Санс Парейл»), (англ. Victoria-class battleship) — серія з двох дуже великих таранних баштових броненосців, збудованих для британського флоту наприкінці 1880-х. Концептуально являли собою розвиток типу броненосних баштових таранів «Конкерор». Завершили собою розвиток лінії таранних кораблів британського флоту. По іронії долі, головний корабель серії — «Вікторія» — загинув під час навчань через те, що його випадково протаранив під час навчань інший броненосець HMS "Camperdown".  Другий корабель, «Санс Парейл», був зданий на злам у 1907 році.

## Історія
Таранна тактика морського бою тривалий час приваблювала британських адміралів. Відносна слабкість артилерії, сумніви в можливості потопити сучасний броненосець одним артилерійським вогнем, сприяли виникненню інтересу до «більш дієвої» тактики, під якою в 1880-х часто розумілися таранні атаки. Важкі гармати того часу були незграбними монстрами з повільним перезарядженням, і навіть вони могли пробивати товсті броньові плити лише з порівняно невеликій дистанції. Скорострільна артилерія, здатна ефективно руйнувати фугасними снарядами неброньовані частини кораблів противника все ще перебувала на стадії розробки. Таранний удар, який дозволяв використовувати швидкість і масу корабля для руйнування підводної частини корпусу противника, виглядав набагато більш ефективним способом визначити результат морського бою.

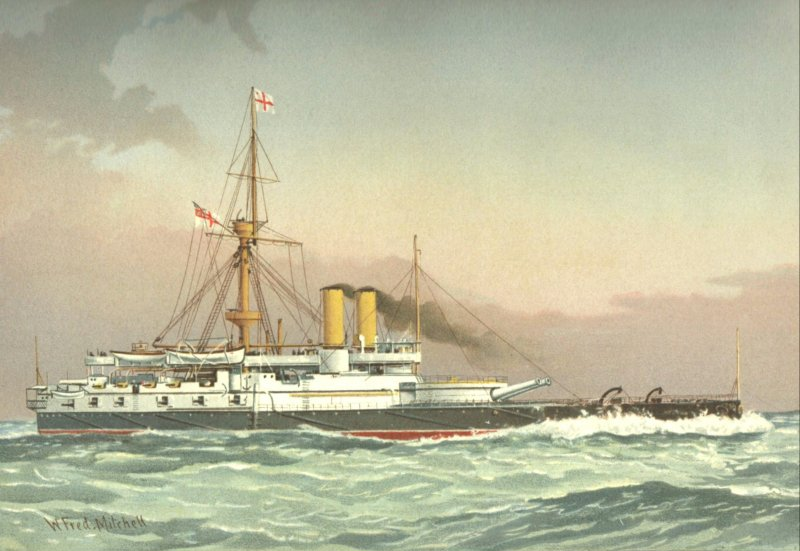
HMS Victoria - картина Вільяма Фредеріка Мітчелла (William Frederick Mitchell)

У спробах максимально використати руйнівну міць тарану, британське адміралтейство послідовно побудувало, починаючи з 1870, кілька серій таранних кораблів. Вінцем розвитку цього класу стали два відносно невеликі броненосні тарани типу «Конкерор». Побудовані на початку 1880-х, вони були швидкохідні і досить маневрові, однак, не вважалися вдалими кораблями, оскільки через свою обмежену морехідність були не здатні ефективно діяти в відкритому морі. З іншого боку, вони були завеликі для берегової оборони. Розкрилися принципові проблеми концепції броненосного тарана: щоб ефективно діяти тараном, такий корабель повинен був бути одночасно морехідним, швидкохідним, маневровим і адекватно захищеним, а забезпечити ці параметри одночасно було неможливо, оскільки покращення однієї якості погіршувало іншу.
Тим не менш, британські адмірали все ще були налаштовані на експерименти з таранними кораблями. З точки зору адміралтейства, кораблі типу «Конкерор» були майже ідеальними, якби не їх обмежена морехідність і слабке за мірками 1880-х артилерійське озброєння. Передбачалося, що більш великий корабель подібного компонування може бути більш ефективним. В цей же час, висувалося багато критики щодо «недостатньою захисту» барбетних гарматних установок на споруджуваних броненосцях типу «Адмірал». Тому, адміралтейство вважало за доцільне повернутися до баштових установок, та замовила два корабля, що були, по суті, збільшеними у розмірах «Конкерорами».

## Конструкція

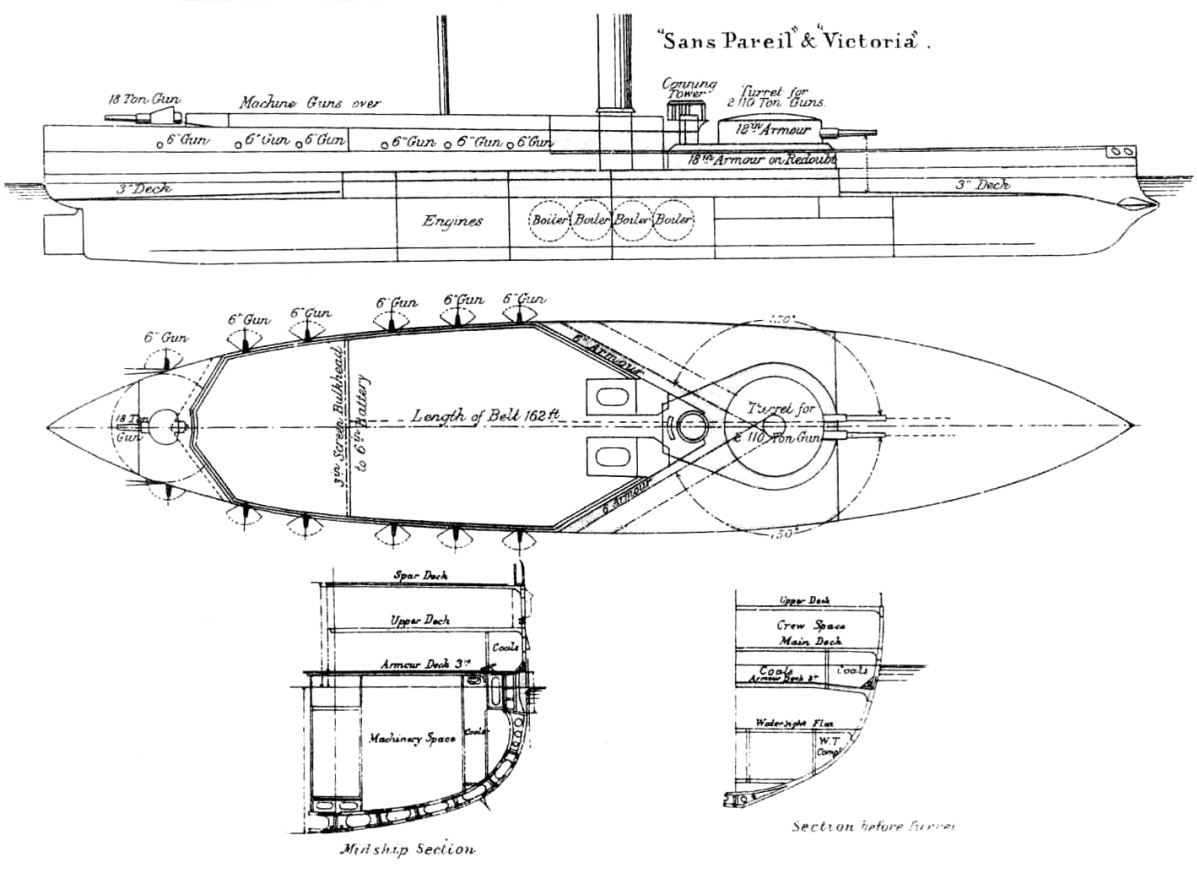
Схема броненосця типу «Вікторія»

Конструкція броненосців типа «Вікторія» була прямим розвитком броненосців типу «Конкерор» — за тим винятком,  що кораблі типа «Вікторія» були майже вдвічі більші за своїх попередників по водотоннажності. Повна водотоннажність нових броненосців перевищила 11000 тонн. Вони розвивали архітектуру попередніх британських броненосних таранів — низький надводний борт, єдина двогарматна башта головного калібру у передній частині, масивна надбудова на кормі, де розміщувалась батарея допоміжної артилерії. Дві труби, традиційно для британського кораблебудування, розташовувались поряд у середній частині корпусу. На кормі знаходилась одна бойова мачта з закритим марсом.

### Озброєння
Основне озброєння броненосців типу «Вікторія» було розташоване попереду і розраховане на застосування при таранній атаці. Воно складалося з двох величезних 412-міліметрових 30-калиберных нарізних гармат, кожна вагою у 110 тонн. На момент створення, це були найбільш потужні гармати такого типу у світі; вони стріляли 816-кілограмовим снарядом з початковою швидкістю у 636 м/с. На дистанції до 1000 метрів, такий снаряд міг пробити вертикальну плиту з кованого заліза товщиною у 820 міліметрів. Скорострільність їх була надзвичайно низькою, і становила від 3 до 5 хвилин за оптимальні умови.

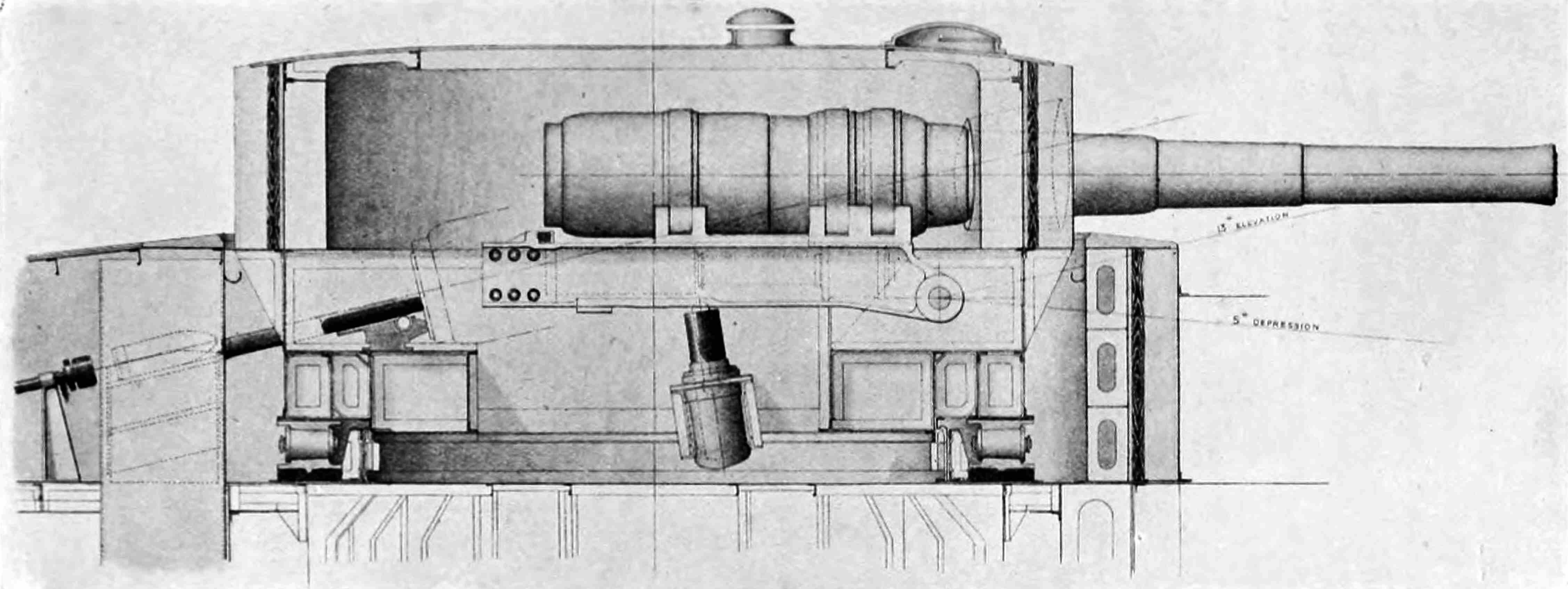
Схема 412-мм гарматної башти і заряджання гармат

Виробництво таких величезних гармат виявилося непосильно складним завданням для британської промисловості того часу. Гармати мали безліч недоліків. Міцність стволів на випробуваннях була визнана недостатньою, і її довелося збільшувати; при цьому, через величезну вартість гармат, повноцінного випробування на знос провести так і не удалось, і моряки були вимушені виходити з того, що гармати можуть розірватися після кілька десятків пострілів. Механізми гармат опинилися ненадійними і капризними. У спробах вирішити проблеми, було здійснено кілька модернізацій, у результаті чого кожна гармата цього типу мала відмінні від інших характеристики.
Для покращення захисту гармат, обидві 412-мм гармати броненосців типа «Вікторія» були установлені у єдиній броньованій башті на носі корабля. Механізми подачі боєприпасів та зарядження довелося розмістити поза рухомої частини башти, тому, для зарядження, гармати було потрібно повертати у єдине положення та надавати їм позитивний кут підвищення. Припускали, що гармати головного калібру будуть переважно використовувати як засіб нанесення потужних ударів майже впритул, коли броненосець здійснюватиме таранну атаку.
Так як адмірали розуміли, що потужне але з повільною перезаряджанням озброєння не є оптимальним, броненосці типу «Вікторія» несли дуже сильну по міркам того часу батарею допоміжної артилерії. У кормовій частині кораблів, у барбетній установці, було розташоване ретирадна 250-мм 32-калиберна гармата.. Ця гармата прикривала сектор корми — недоступний для обстрілу гармат головного калібру — і могла вісті як ретирадний, так і бортовий вогонь, випускаючи 227-кілограмові снаряди з початковою швидкістю у 622 метра у секунду. Її скорострільність становила порядку 1 пострілу у 2 хвилі.
У кормовій надбудові броненосців типу «Вікторія» були встановлені дванадцять 152-міліметрових 26-каліберних гармат Mark III, по шість з кожного борту. Не будучи надто скорострільними (через роздільне заряджання їхній темп стрільби не перевищував 3-5 пострілів за хвилину), ці гармати, тем не менш стріляли набагато швидше важких гармат, і були призначені для боротьби з неброньованими кораблями і ураження у бою надбудов і неброньованих частин корпусу броненосців противника.
Для захисту від міноносців, кораблі несли по дванадцять 6-фунтових скорострільних гармат. Їх власне торпедне озброєння складалося з шести 356-мм торпедних апаратів, призначених для атаки противника при промаху таранного удару, або для захисту самого корабля від загрози тарану ворогом. Нарешті, в якості свого «головного озброєння», кораблі типу «Вікторія» мали в носовій частині масивний таранний бивень, підкріплений скосом броньової палуби.

### Бронювання

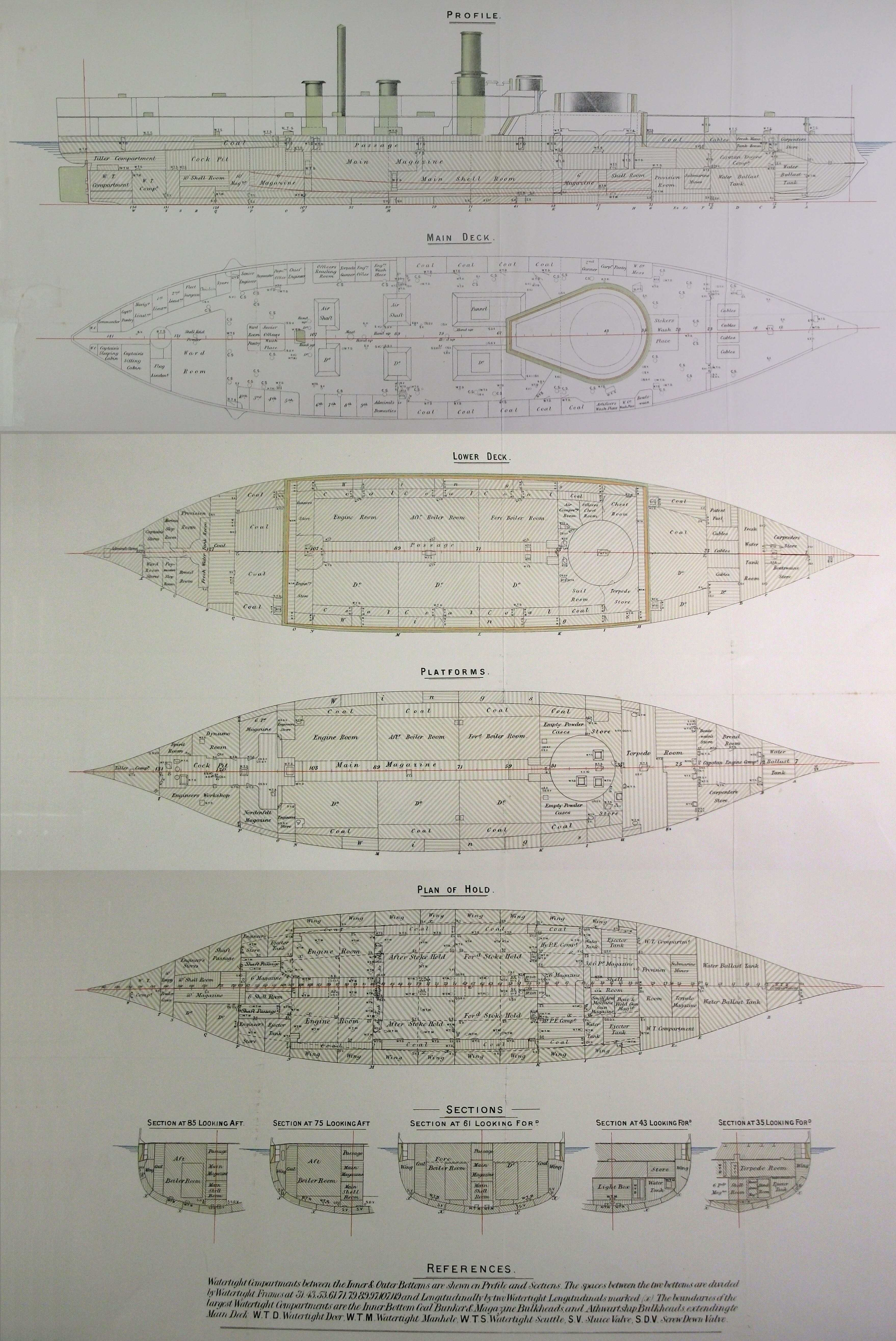
Схема броньового захисту і водонепроникних відсіків броненосця типу «Вікторія»

Бронювання кораблів типу «Вікторія» розвивало схему захисту броненосців типу «Адмірал», з поправкою на наявність тільки однієї гарматної установки головного калібру. Їх центральна частина була захищена дуже товстим, але коротким броньовим поясом, що прикривав менше половини довжини корабля. Виготовлений з сталезалізної броні «Компаунд», отриманої спайкою накладених один на одного залізної і сталевої плит, він досягав товщини 456 міліметрів, а висота його не перевищувала двох метрів. При повному завантаженні пояс практично ховався під водою. На кінцях пояс замикався траверзними перегородками, товщиною в 406 міліметрів.
Горизонтальний захист забезпечувала 76-міліметрова броньова палуба. Проходячи на рівні нижньої кромки поясу, палуба мала злегка опуклу форму, і в передній частині сильно загиналася вниз. Цей вигин служив опорою для таранного бивня.
В цілому, бронювання кораблів типу «Вікторія» відповідало поглядам 1880-х, коли основною загрозою для корабля вважалися повільно стріляючі важкі гармати, що вражають бронебійними снарядами життєво важливі частини. Життєво важливі частини кораблів типу «Вікторія» були укриті за бронею максимальної товщини; велика частина борта залишалася при цьому не захищеною, але вважалося, що повільна стрільба гармат того часу не зможе зробити в неброньованих частинах досить пробоїн, щоб загрожувати загибеллю корабля, поки його броньова цитадель не буде пробита.

### Силова установка
Кораблі були одними з перших в британському флоті, які були устатковані паровими машинами потрійного розширення. Дві трициліндрові машини конструкції Хемпфрі працювали на два гвинта; пар забезпечували вісім циліндричних котлів, дозволяючи розвивати максимальну потужність 8000 к. с. На мірній милі, кораблі показали швидкість 16 вузлів. При необхідності, можна було форсувати силову установку до 14500 к. с., застосовуючи посилене закачування повітря в топки; при цьому броненосці могли розвинути до 17,3 вузлів, але подібний метод збільшення швидкості призводив до високої ймовірності вигорання трубок в котлах, і не міг застосовуватися виключно у бойовій ситуації.

## Представники
| Назва                         | Будівник                                  | Закладений          | Спущений на воду   | Вступив у стрій    | Доля                                                                       |
| «Вікторія» HMS Victoria       | Armstrong, Mitchell & Co.                 | 13 червня 1885 року | 9 квітня 1887 року | березень 1890 року | Затонув внаслідок зіткнення з броненосцем «Кампердаун» 22 червня 1893 року |
| «Санс Парейл» HMS Sans Pareil | Thames Ironworks and Shipbuilding Company | 21 квітня 1885 року | 9 травня 1887 року | 8 липня 1891 року  | Зданий на злам у 1907 році                                                 |

## Служба

### "Вікторія"
Корабель вступив в стрій в 1890 році. У 1891 році був включений до складу Середземноморського Флоту. Взимку 1892 року у Платеї, під час торпедних навчань на мілководді, сів на мілину через помилки лоцмана. Був знятий з мілини за допомогою розвантаження, і відремонтований на Мальті.

#### Загибель корабля
22 червня 1893 року, «Вікторія» брала участь у маневрах британського Середземноморського флоту біля узбережжя Триполітанії. Віце-адмірал сер Джордж Трайон (тримав прапор на «Вікторії») побудував ескадру в дві паралельні колони, одну з яких очолив особисто. Завершуючи маневри, він вирішив провести складний маневр одночасного перестроювання по сигналу, обидві паралельні колони повинні були послідовно повернути назустріч один одному, і потім лягти на зворотний курс.
При виконанні цього маневру, адмірал Трайон припустився помилки, невірно оцінивши дистанцію між колонами. Командир другої колони контр-адмірал Альберт Маркхем вважав, що колони розташовані дуже близько один до одного, щоб пропонований маневр був безпечний. Він повідомив про це сигналом на флагман; однак, Трайон, як і раніше вважав, що відстані між колонами досить, і наказав почати виконання маневру. Адмірал Маркхем був змушений підкоритися наказу, припустивши, що Трайон, ймовірно, має якийсь план дій.
В останній момент Трайон зрозумів свою помилку, але було вже пізно. Здійснюючи розворот броненосець Маркхема — «Кемпердаун» — таранив «Вікторію», вдаривши її в борт. Таран «Кемпердауна» пробив велику дірку у підводній частини «Вікторії». Оскільки у спробі уникнути зіткнення, Маркхем в останній момент дав задній хід, незабаром після удару «Кемпердаун» висмикнув таран з борту «Вікторії», відкривши пробоїну для води. Спроби підвести пластир під пробоїну, або викинути «Вікторію» на берег виявилися невдалими; водонепроникні переборки  на кораблі були відкриті під час навчань, і не могли перешкодити поширенню води. Дуже скоро хвилі почали переливатися через низький надводний борт «Вікторії». Менш ніж через тринадцять хвилин після зіткнення, «Вікторія» перекинулася на борт і затонула, разом з адміралом Трайоном і половиною свого екіпажу.

### "Санс Парейл"
Вступив до складу флоту в 1891 році, але слідом за цим був виведений в резерв для економії коштів. У 1892 знову укомплектований; до 1895 служив на Середземному морі. Після того був розукомплектований, та переобладнаний в корабель берегової оборони в Ширнессі. У 1900 році знову споряджений для служби, модернізований, і служив в якості корабля берегової оборони до 1904 року. У 1907 списаний на злам.

## Оцінка проекту
«Вікторія» і «Санс Парейл» були останніми і найбільшими морськими  таранними кораблями, коли-небудь побудованими. Створені як розвиток британської лінії баштово-тараних броненосних кораблів, вони були розвитком тактичних концепцій тих часів, коли артилерія вважалася недостатньо ефективною для знищення сучасних бойових кораблів, і таран розглядався як більш ефективна зброя.
Однак, навряд чи можна було вважати ці кораблі особливо вдалими по конструкції. Побудовані виходячи з вимог бою на ближній дистанції і концентрації основної вогневої міці в носовій частині, для сприяння таранній атаці, вони мали потужне, але ненадійна, основне озброєння з дуже повільним темпом стрільби (що було частково компенсоване сильною допоміжною батареєю). Їх схема бронювання відповідала поглядам 1880-х, коли основним озброєнням вважалися важкі гармати з  повільним темпом стрільби. Дуже товстий броньовий пояс захищав лише життєво важливі частини, залишаючи більшу частину корпусу без захисту.
Головне ж — сама по собі ідея таранного броненосця стрімко застарівала. Розвиток морської артилерії в 1880-х знову відновив гармату як основну зброю війни на морі. Наприкінці 1880-х з'явилися скорострільні гармати середнього калібру з темпом стрільби 5-8 пострілів в хвилину, які могли легко пробивати неброньовані частини кораблів противника, створюючи пожежі і пробоїни. Довгоствольні важкі гармати, які в цей же період почали створювати французи, могли ефективно пробивати навіть дуже товсте бронювання, і стріляли набагато швидше 412-мм гармат. В результаті, в морському бою кораблі типу «Вікторія» імовірно були б виведені з ладу раніше, чим завдали б якої-небудь шкоди супротивнику.